# Horns Rev (bateau-phare)
Le Horns Rev est un ancien bateau-phare à coque en chêne situé dans le port d'Esbjerg, dans le sud du Danemark. C'est un musée privé ouvert au public à bord du bateau-phare (en danois :  Museumsfyrskib). Datant de 1912, le Horns Rev , également connu sous le nom de Motorfyrskibet Nr. I, est le bateau-phare à moteur le plus ancien et le mieux conservé au monde. Il abrite une exposition très appréciée de la vie et du travail à bord .

## Historique
C'est le bateau-phare en bois le plus grand et le mieux conservé au monde. Le Motorfyrskibet Nr. I, a été construit au chantier naval Rasmus Møller à Fåborg. Le contrat a été signé en juin 1912 et le navire a été livré dans les délais prévus en août 1914. Dès le début, il était destiné à servir la navigation depuis le port d'Esbjerg. Hormis les courtes périodes où il était stationné ailleurs ou en entretien, il a passé la majeure partie de sa vie au large d'Esbjerg, d'abord à Vyl Station ou à Horns Rev Station où il a servi pour la dernière fois en 1880. Ces deux positions se trouvent à l'ouest d'Esbjerg en mer du Nord. Sa dernière période de service était au large de l'île de Møn(Møn SE Station) de 1981 à 1988.
Les positions que servait le bateau-phare à Horns Rev et Vyl, qui indiquent l'un des récifs les plus dangereux des eaux danoises, ont maintenant été remplacées par des bouées légères.

### Préservation
En 1989, sur recommandation du ministère de la Culture, il a été acquis par Fonden til bevarelse af Motorfyrskib Nr.1 (Fondation pour la préservation du bateau-phare à moteur N°1). Il a ouvert en tant que navire musée en juillet 1990.

## Musée
Situé dans la nouvelle zone "Havneøen" d'Esbjerg, à l'extrémité nord du port, le navire-musée est ouvert aux visiteurs de mai à août, du lundi au vendredi, de 11 h à 16 h. Il comporte une exposition illustrant en détail le rôle et l'importance des bateaux-phares du Danemark.

## Galerie

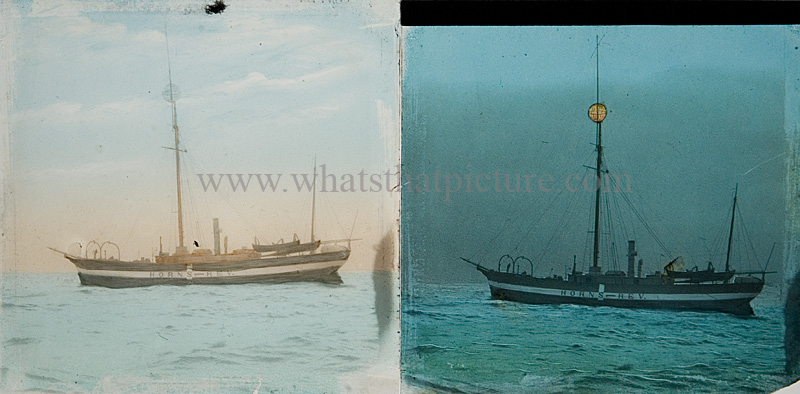
Le beateau-phare en jour et nuit.
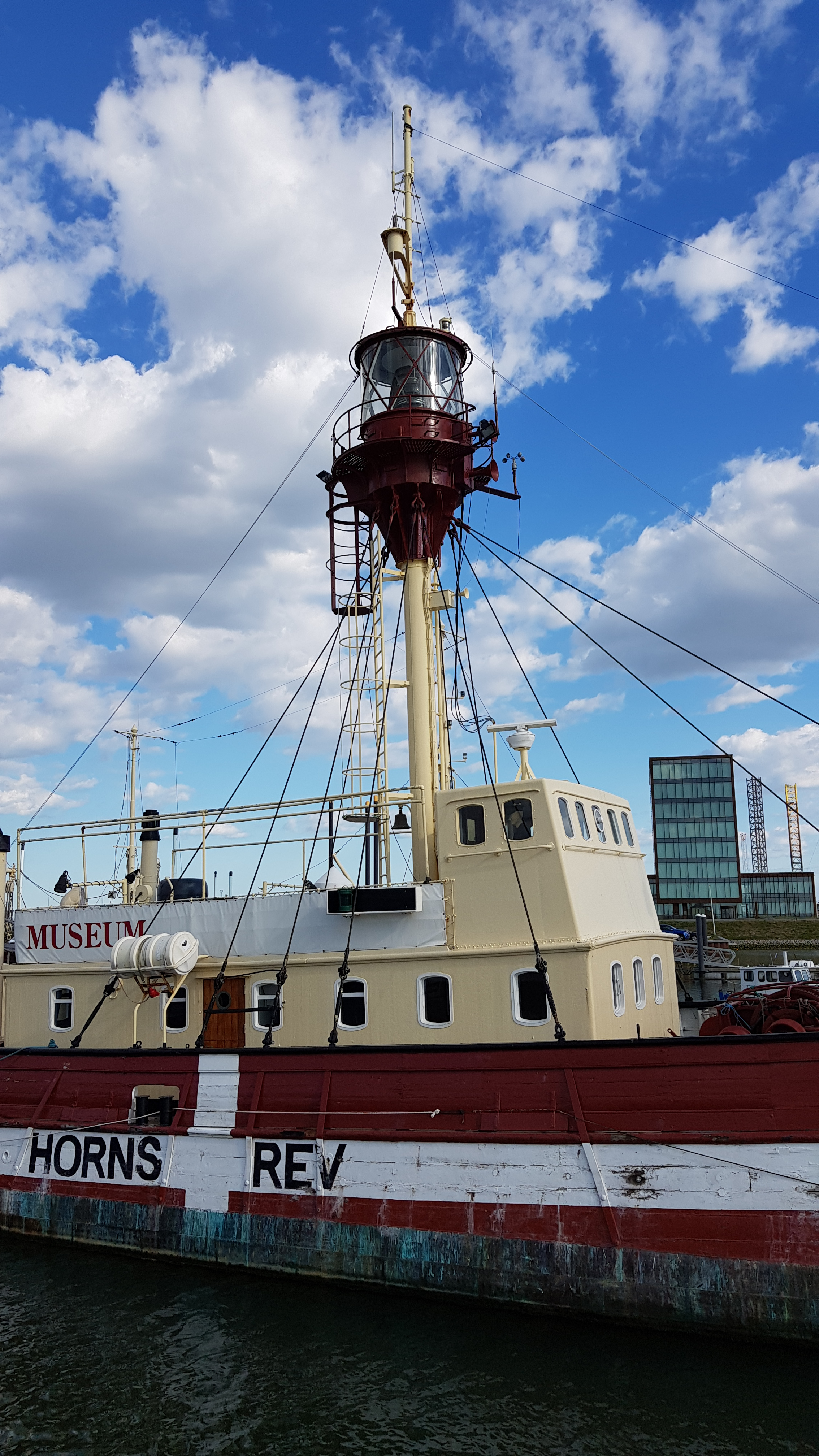
La lanterne.
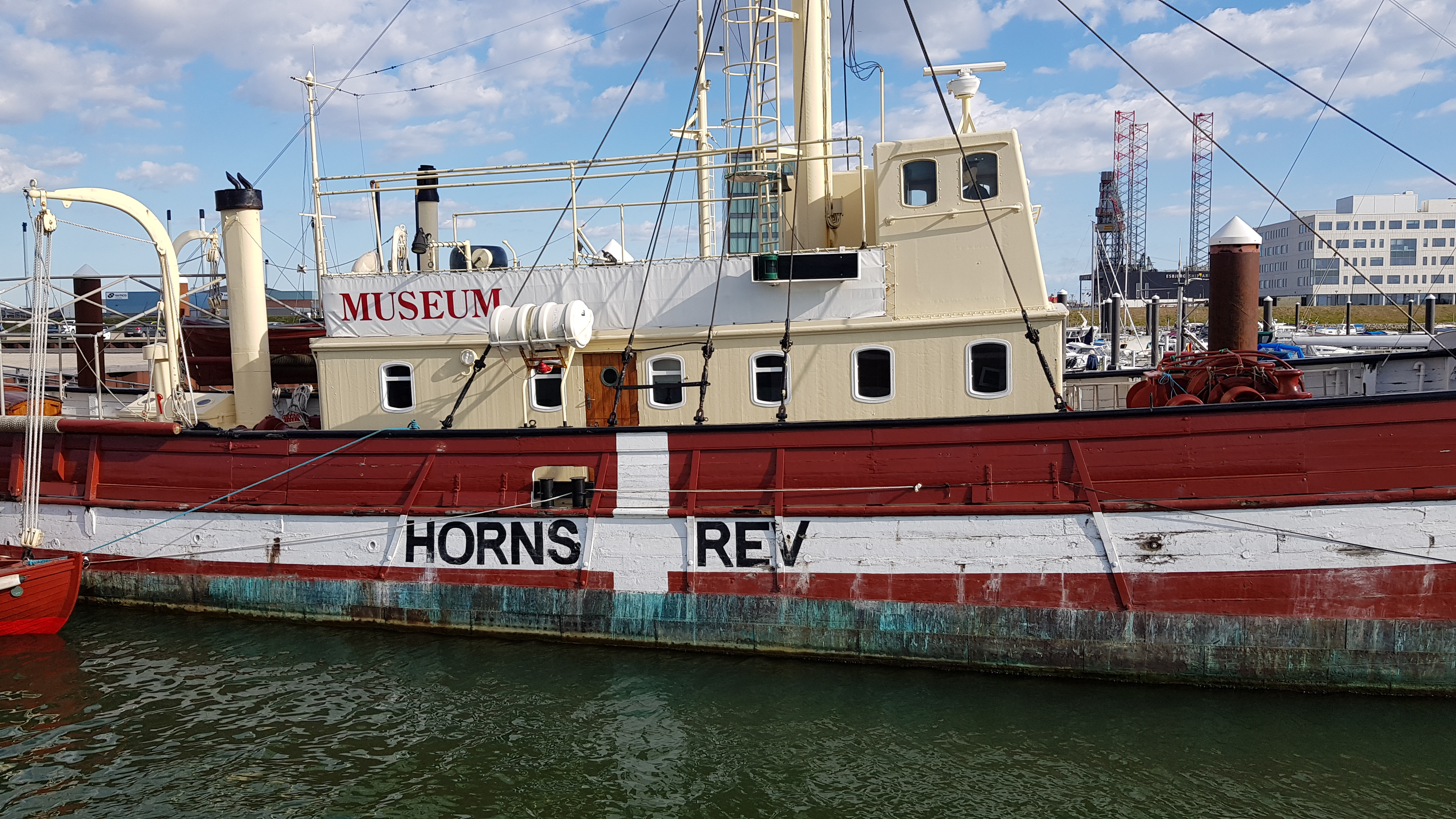
Navire musée.